# Czapla modrolica
Czapla modrolica (Pilherodius pileatus) – gatunek dużego ptaka brodzącego z rodziny czaplowatych (Ardeidae). Występuje w Ameryce Południowej i Panamie. Nie jest zagrożony.

## Systematyka
Gatunek ten w 1780 roku opisał Buffon w 14. tomie Histoire Naturelle des Oiseaux pod zwyczajową francuską nazwą Héron Blanc a Calotte noire. Został on też zilustrowany w jednym z zeszytów Planches enluminées d’histoire naturelle – atlasu ptaków ukazującego się w latach 1765–1780, będącego uzupełnieniem publikacji Buffona; tablica barwna przedstawiająca czaplę modrolicą nosiła numer 907, podpisano ją Héron Blanc hupé de Cayenne, to znaczy, że okaz typowy pochodził z Kajenny (obecnie Gujana Francuska). Nazwę zgodną z zasadami nazewnictwa binominalnego (Ardea pileata) nadał temu ptakowi Pieter Boddaert, który w swej publikacji z 1783 roku przydzielił binominalne nazwy wszystkim 1008 gatunkom zilustrowanym w Planches enluminées d’histoire naturelle (wiele z tych nazw utworzył sam). Obecnie gatunek zaliczany jest do monotypowego rodzaju Pilherodius. Nie wyróżnia się podgatunków.

## Morfologia
Krępa sylwetka, dziób niebieskawy; naga skóra na kantarze oraz wokół oczu jaskrawoniebieska, kontrastuje z białym upierzeniem reszty ciała (z wyjątkiem czarnej czapeczki). U ptaków lęgowych na szyi i piersi pojawia się kremowy odcień. Długość ciała 51–59 cm; masa ciała 444–632 g.

## Zasięg występowania
Czapla modrolica występuje od wschodniej Panamy do wschodniej i południowej Brazylii, Paragwaju i Boliwii. Jest gatunkiem osiadłym.

## Ekologia i zachowanie
Żyje nad brzegami rzek i małymi jeziorami. Płochliwa; zwykle spotykana pojedynczo, często przesiaduje na drzewach.
Poluje głównie na ryby, ale także na owady wodne, kijanki i żaby.

## Status
Międzynarodowa Unia Ochrony Przyrody (IUCN) uznaje czaplę modrolicą za gatunek najmniejszej troski (LC – Least Concern). W 2019 roku organizacja Partners in Flight szacowała, że liczebność populacji mieści się w przedziale 50 000 – 499 999 dorosłych osobników. Ogólny trend liczebności uznawany jest za spadkowy, choć niektóre populacje mogą być stabilne.